# Йоганн Гергард Кеніг
Йоганн Герхард Кеніг (нім. Johann Gerhard König; 1728–1785) — балтійсько-німецький ботанік, аптекар та лікар.

## Біографія

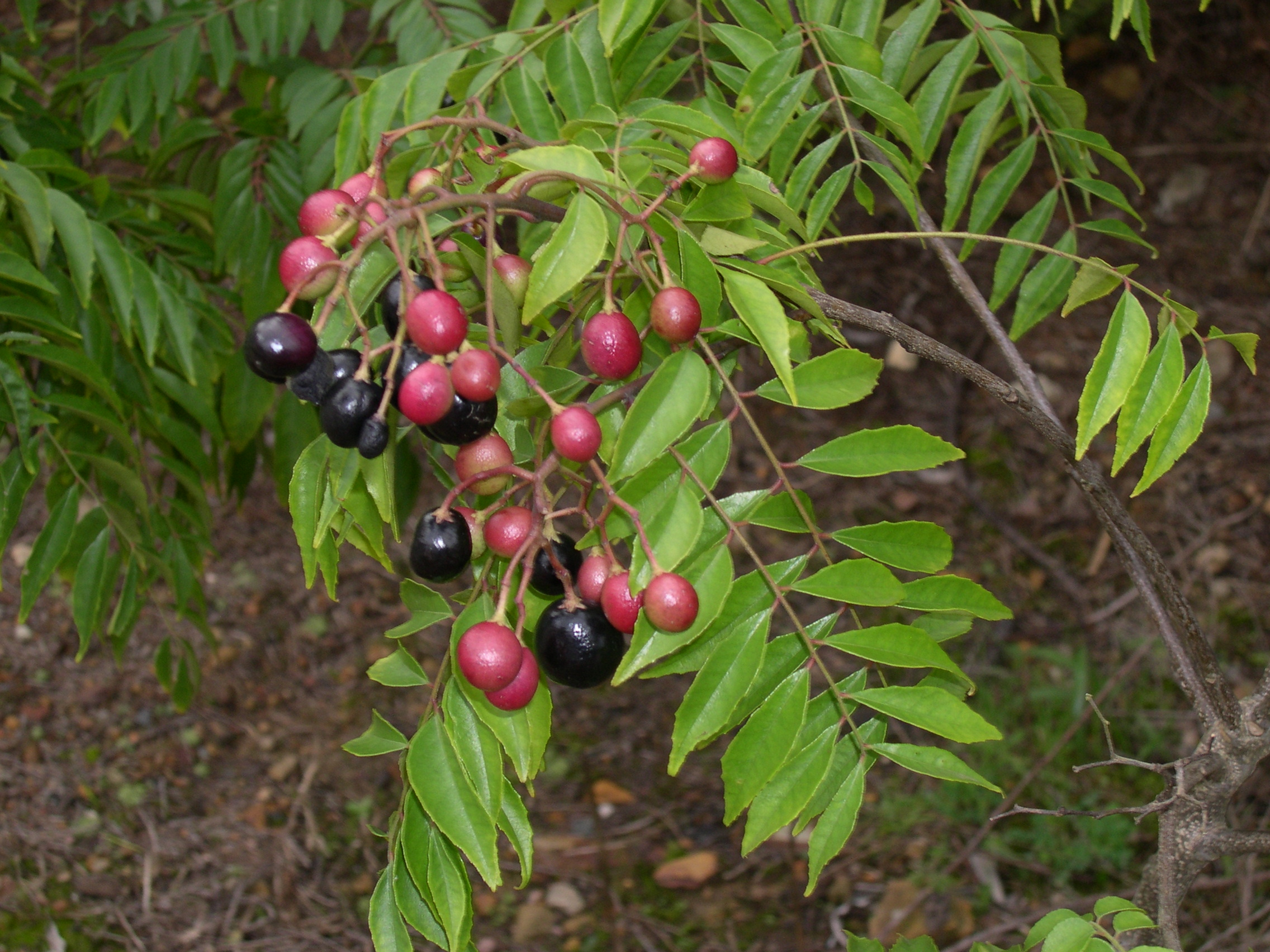
Плоди Murraya koenigii

Йоганн Герхард Кеніг народився 29 листопада 1728 року у селі Лемен неподалік від міста Кройцбург (нині — частина Єкабпілса) у Лівонському воєводстві (на території сучасної Латвії).
У 1759 році Кеніг переїхав у Данію. Навчався у Копенгагенському університеті. У 1757 році брав приватні уроки у Карла Ліннея.
З 1767 року подорожував по Азії як місіонер та колекціонер зразків невідомих рослин. Відвідав Індію, Цейлон, Сіям та Малакку. З 1778 року працював у Британській Ост-Індській компанії, де познайомився із ботаніками Вільямом Роксбером та Джозефом Бенксом.
Він описав багато рослин, які використовуються у індійській медицині.
У 1784 році Кеніг під час поїздки у Калькутту захворів на дизентерію (ймовірно амебіаз). Вилікуватися від хвороби він не зміг і 26 червня 1785 року помер.

## Окремі наукові праці
- König, J.G. in Retzius, A.J. (1783). Descriptiones monandrarum pro annis 1778 et 1779. Observationes Botanicae 3: 45—76.

## Роди, названі на честь Й.Г.Кеніга
- Koenigia L., 1776